# فرنجولش
فُرْنجُولُش (بالإسبانية: Hornachuelos)‏، هي إحدى بلديات مقاطعة قرطبة إحدى مقاطعات إسبانيا، و التي تقع في منطقة الأندلس جنوب إسبانيا. بلغ عدد سكانها 4.669 نسمة وفقاً لإحصائية عام 2007.

## توأمة
لفرنجلوش اتفاقيات توأمة مع:
- بوسيتو